# Saosyant
Saosyant o Saoshyant es una figura de la escatología zoroástrica que trae la renovación y salvación final del mundo, la Frashokereti. El nombre, en avéstico, significa literalmente "el que trae beneficios" y también es utilizado como nombre común.

## En textos
En los Gathas, los himnos más sagrados del zoroastrismo que se cree han sido compuestos por el propio Zoroastro, este término se utiliza para referirse a la propia misión del profeta y a su comunidad de seguidores, que "traen beneficios" para la humanidad. Saosyant pudo haber sido un término originalmente aplicado al mismo Zoroastro (por ejemplo, en Yasna 46.3).
El nombre común, que también aparece en el Avesta Reciente (por ejemplo, en Yasna 61.5), también se utiliza como genérico para referirse a líderes religiosos. Otro nombre común, airyaman,  "miembro de la comunidad" es un epíteto de estos saosyants. Por el contrario, el epíteto de la figura salvadora es astvat-әrәta, "encarnación de la rectitud", que tiene arta/asha, "verdad" como un elemento del nombre. Estos salvadores son los que siguen las enseñanzas de Ahura Mazda "con actos inspirados por asha" (Yasna 48.12).
Saosyant aparece como un nombre propio en el Avesta Reciente,, explícitamente en Yasht 13.129, donde es utilizado en singular y donde "Astvat-ereta" también es invocado como un nombre alternativo a Saosyant. El singular también aparece en Yasna 59.1, donde se dice que Verethragna es el arma de Saoshyant en la superación de la resistencia. Una forma plural aparece por ejemplo en Yasht 17.1 donde Ashi (la divinidad de la "recompensa") es descrita como dando a los Saosyants el poder de "hacer maravillas" (frasho.kereti).
El papel de Saosyant o Astvat-ereta, como futuro salvador del mundo se describe brevemente en Yasht 19.88-96, donde se dice que logrará el frasho.kereti, que hará un mundo perfecto e inmortal, desapareciendo el mal y el druj. Se le identifica como hijo de Vîspa.taurwairî y se dice que saldrá del lago Kansaoya/Kansava y llevará la misma arma Verethragna que una serie de héroes épicos y reyes iranios han usado en el pasado contra varios enemigos demoníacos. Haurvatat, Ameretat y otras entidades similares serán sus compañeros y juntos, vencerán a las creaciones malignas de Angra Mainyu.

## En la tradición
Ya se alude en los textos (por ejemplo Yasht 19,88-96, véase más arriba), pero solo fue debidamente desarrollado en la tradición zoroástrica de los siglos IX al XII el papel de Saosyant durante la renovación final. En estos textos en persa medio, el nombre es presentado como Sōshans.
La tradición zoroástrica recrea tres futuros salvadores o saosyants, uno para cada final de cada período de 1000 años que comprenden los últimos 3000 años del mundo. Los tres nacerán de vírgenes, concebidos mientras sus madres, en milenios sucesivos, se bañaban en el lago Kansaoya. El primero será llamado Hushedar, el segundo Hushedarmah y el tercero será Saosyant, que liderará a la humanidad en la batalla final contra la falsedad.
La historia de la concepción del Saosyant y de sus primeros años de vida se describe en Denkard 7.10.15y siguientes, de la siguiente manera:
"Treinta años antes de la decisiva batalla final, una virgen llamada Eredat-fedhri ("Ayudante Victoriosa") y cuyo apodo será "Creadora del Cuerpo", entrará en un lago (en Yasht 19.92, se trata del "Lago Kansava"). Sentada en el agua, la doncella, "no unida a ningún hombre" recibirá el "conocimiento victorioso". De ahí, cuando nace su hijo, no conocerá alimento de su madre, su cuerpo va a ser como el sol, y la "gloria real" de Juarenah estará con él. Luego, durante los próximos 57 años, va a subsistir sólo de vegetales (17 años), luego, sólo de agua (30 años) y en los últimos 10 años, sólo de "alimento espiritual"".
Los acontecimientos de la renovación final se describen en el Bundahishn (30.1). En la batalla final contra el mal, los yazatas Airyaman y Atar:
"Fundirán el metal en las colinas y las montañas y será la tierra como un río (Bundahishn 34,18), pero los justos (ashavan) no recibirán daño".
Finalmente, Ahura Mazda triunfará, y su representante Saosyant resucitará a los muertos, cuyos cuerpos serán restaurados a la perfección eterna, y cuyas almas serán limpiadas y podrán reunirse con Dios. El tiempo se terminará, y la verdad/justicia (Asha) y la inmortalidad serán eternas para siempre.
Es posible que el concepto de Saosyant haya podido influir en la idea del Mesías en el judaísmo, probablemente tras las transmisiones recibidas durante el período de cautividad de los judíos en Babilonia.